# ساندرو كوب
ساندرو كوب (بالإنجليزية: Sandro Kopp)‏ هو فنان نيوزيلندي، ولد في 1978 في هايدلبرغ في ألمانيا.

## وصلات خارجية
- الموقع الرسمي
- ساندرو كوب على موقع IMDb (الإنجليزية)
- ساندرو كوب على موقع قاعدة بيانات الفيلم (الإنجليزية)